# Leoncio Fernández Galilea
Leoncio Fernández Galilea CMF (ur. 13 stycznia 1892 w Tosos, zm. 15 lutego 1957) – hiszpański duchowny rzymskokatolicki, klaretyn, misjonarz, wikariusz apostolski Fernando Poo.

## Biografia
17 czerwca 1916 otrzymał święcenia prezbiteriatu i został kapłanem Zgromadzenia Misjonarzy Synów Niepokalanego Serca Błogosławionej Maryi Dziewicy.
18 czerwca 1935 papież Pius XI mianował go wikariuszem apostolskim Fernando Poo oraz biskupem tytularnym ariassuskim. 29 września 1935 przyjął sakrę biskupią z rąk biskupa barcelońskiego Manuela Irurita y Almándoza. Współkonsekratorami byli biskup Lleidy bł. Salwiusz Huix Miralpeix CO oraz biskup Solsony Valentín Comellas y Santamaría.